# Emil Seiler (Musiker)
Emil Seiler (* 5. Februar 1906 in Nürnberg; † 21. März 1998 in Freiburg im Breisgau) war ein deutscher Bratschist, Komponist und Musikpädagoge.

## Leben und Werk
Emil Seiler studierte an der Hochschule für Musik in Berlin Musikwissenschaft bei Curt Sachs. Er unterrichtete von 1936 bis 1943 am Klindworth-Scharwenka-Konservatorium, von 1940 bis 1943 an der Akademie für Kirchen- und Schulmusik, von 1947 bis 1955 an der Hochschule für Musik in Freiburg im Breisgau. Seit 1955 wirkte er als Abteilungsleiter für Streichinstrumente und Professor für Viola und Kammermusik an der Hochschule für Musik in Berlin.
Neben seiner Unterrichtstätigkeit wirkte Emil Seiler von 1935 bis 1943 als Solobratscher im großen Orchester des Deutschlandsenders. Von 1941 bis 1943 war er dort Abteilungsleiter für Kammermusik. Von 1943 bis 1945 wirke er am Bruckner-Stift St. Florian und von 1945 bis 1946 als Solobratscher des Mozarteumsorchesters in Salzburg.
Emil Seiler komponierte Kammermusik, unter anderem Violinsonaten. Er gab auch Bearbeitungen Alter Musik wie das Konzert für Violetten (bzw. für Violine und Viola), Streicher und Basso continuo von Georg Philipp Telemann (Berlin 1969) heraus.
Emil Seiler galt auch als Spezialist für historische Streichinstrumente, insbesondere für die Viola d’amore. Er trat in diesem Bereich durch zahlreiche Einspielungen für die Archivproduktion der Deutschen Grammophon hervor. Er brachte eine Reihe von Werken für Viola und Cembalo (oder Orgel) zur Uraufführung.